# Servizi interbibliotecari
Per servizi interbibliotecari (o resource sharing: "condivisione di risorse") si intendono il prestito interbibliotecario (spesso indicato con l'equivalente inglese interlibrary loan, o con la sua abbreviazione ILL) e la fornitura documenti o, in inglese, document delivery o DD. Grazie a tali servizi un utente di biblioteca può prendere in prestito libri o ricevere copie di documenti posseduti da altre biblioteche nazionali o internazionali.

## Procedure
L'utente inoltra richiesta alla propria biblioteca locale che, fungendo da intermediario, identifica le biblioteche che possiedono il documento desiderato, invia la richiesta, riceve il documento, lo mette a disposizione dell'utente e, in caso di prestito interbibliotecario, si attiva per la sua restituzione entro la data di scadenza stabilita dalla biblioteca prestante. Quest'ultima può richiedere un rimborso, di spese postali e/o del servizio, spesso a titolo di risarcimento. Il costo può essere relativo alle fotocopie, qualora la richiesta sia riferita a copie di articoli di riviste o di capitoli di libri, per i quali in alcuni casi la biblioteca si rivolge direttamente agli editori. L'utente finale si fa carico normalmente di tutte le spese. In altri casi le biblioteche, singolarmente o attraverso consorzi, concordano l'adesione al regime di reciprocità gratuita del servizio.
Una forma locale di servizi interbibliotecari è il prestito (e document delivery) intersistemico, relativo a biblioteche accademiche e comunali dello stesso polo bibliotecario territoriale, spesso legate dall'utilizzo di un'unica piattaforma e di un sistema interno di circolazione dei documenti.
Sebbene in genere i documenti più richiesti siano libri ed articoli di riviste, talvolta audio- e videocassette, carte geografiche, spartiti e microformati possono essere oggetto di scambi interbibliotecari fra le biblioteche disposte a prestarli.

## Caratteristiche e procedimento
Qualsiasi biblioteca, universitaria, pubblica o di altra tipologia, può offrire il servizio.
Il regolamento dei servizi interbibliotecari, così come le eventuali tariffe, variano da Paese a Paese e da biblioteca a biblioteca. Anche se esiste una molteplicità di regolamenti e di impostazioni, in base spesso alla gamma dei servizi, delle reti locali e dei sistemi bibliotecari, sostanzialmente i servizi interbibliotecari sono articolati in due azioni: la richiesta (borrowing) e la concessione (lending) del prestito o di copie.
Lo svolgimento dei servizi è in genere automatizzato e spesso viene effettuato in base ai relativi standard ISO 10160 e 10161 e/o tramite software e piattaforme condivise sul territorio locale, nazionale ed anche internazionale. In Italia ne sono esempi NILDE (Network Inter-Library Document Exchange), collegato ad ACNP e SBN, per la fornitura documenti, e ILL SBN, collegato al Servizio bibliotecario nazionale per il prestito interbibliotecario e la fornitura documenti. Sempre più frequentemente tali applicativi consentono il dialogo con il software utilizzato da poli bibliotecari locali per tutti i servizi bibliotecari ed interbibliotecari.

### Richieste di documenti
Sono a carico della biblioteca richiedente (borrowing library) e definite «ILL o DD passivi».
L'utente che richiede un documento non è tenuto a verificarne il posseduto nei cataloghi, poiché questa ricerca viene effettuata dalla biblioteca cui l'utente si rivolge. Tuttavia esiste anche per gli utenti la possibilità di interagire con le biblioteche, ad esempio attraverso la compilazione di moduli messi appositamente a disposizione online o attraverso applicativi particolari. Di quest'ultimo è esempio Nilde, che prevede anche un'interfaccia utente alla quale si accede tramite le credenziali assegnate in automatico previa autorizzazione della biblioteca di riferimento.
Una biblioteca, per conto di un proprio utente, effettua la ricerca nei cataloghi ed individua la biblioteca che possiede il documento richiesto.
Se un documento non è direttamente accessibile nel proprio Paese è possibile richiederlo all'estero, seppure talvolta con difficoltà relative alla distanza, alla modalità di pagamento ed alla differenza di valuta. 
Se il servizio non viene effettuato in regime preventivamente concordato di reciproca collaborazione gratuita, la biblioteca richiedente comunica all'utente la cifra prevista per il rimborso e, previa autorizzazione dell'utente stesso, invia richiesta di un documento posseduto da un'altra biblioteca per ottenerne il prestito o la copia cartacea o digitale di parte di esso, nel rispetto delle vigenti norme del diritto d'autore. In Italia la legislazione prevede che le copie non superino il 15% del totale.
La biblioteca richiedente avvisa l'utente dell'arrivo del documento e, in caso di prestito interbibliotecario, gli comunica la durata del prestito, al termine della quale sollecita la resa con l'eventuale ricevuta di versamento del rimborso per la rispedizione.

### Evasione delle richieste
È a carico della biblioteca prestante (lending library) e definita «ILL o DD attivo».
La biblioteca che possiede il documento evade la richiesta tramite l'invio del materiale alla biblioteca richiedente, ovvero non evade la richiesta specificandone il motivo.
Le spedizioni di libri, e talvolta di fotocopie, avvengono generalmente tramite posta (raccomandata, prioritaria, piego di libri) o corriere; alcuni poli, come nel caso di biblioteche accademiche, usufruiscono di un sistema di distribuzione interna.
Le copie di articoli e di capitoli di libri possono essere inviate via fax o digitalizzate e spedite per lo più in formato PDF in allegato tramite posta elettronica oppure caricate su software come Nilde.
Talvolta la biblioteca prestante richiede che il documento inviato sia consultato all'interno della biblioteca richiedente e non a domicilio. 
È il caso soprattutto, ma non soltanto, dei libri rari e delle opere di consultazione (dizionari, enciclopedie, manuali, codici) nel caso in cui vengano prestati. 
Le richieste vengono generalmente evase con celerità, soprattutto all'interno dei sistemi interbibliotecari nazionali o nei poli bibliotecari accademici e territoriali che utilizzano piattaforme condivise, ma la durata è variabile e dipende da vari fattori, talvolta indipendenti dai bibliotecari, come il servizio postale. In caso di richieste urgenti, che non tutte le biblioteche riconoscono come servizio, può essere previsto un rimborso supplementare.
I tempi di evasione dipendono anche dal tipo di documento richiesto: nel caso di un libro possono variare mediamente da qualche giorno ad un paio di settimane, a seconda anche della distanza fra biblioteca richiedente e biblioteca prestante; nel caso di articoli di riviste l'attesa può ridursi fino a poche ore se le copie vengono digitalizzate ed inviate elettronicamente. Un'alternativa celere ma costosa sono i servizi di consegna dei documenti direttamente all'utente finale nel giro di pochi giorni, talvolta perfino entro 24 ore. Questo tipo di servizio, come subito, prevede tariffe molto più elevate rispetto a quelle applicate al servizio di prestito interbibliotecario normale.

### Mancata evasione delle richieste
Alcune tipologie di documenti sono sempre escluse dal prestito: è il caso dei libri rari, antichi e di pregio. Solitamente non vengono prestati nemmeno dizionari, riviste, enciclopedie ed alcune collezioni particolari, specie se costituite da manoscritti. Per ovvi motivi non vengono prestati volumi fragili ovvero in precario stato di conservazione. Per i libri rari è possibile ricercare un'edizione alternativa, una ristampa o copia anastatica, o la riproduzione in microformati o quella digitale su siti web come il Progetto Gutenberg o Google Books. I titoli di recente pubblicazione e, per le biblioteche accademiche, i libri di testo degli esami non vengono ammessi al prestito interbibliotecario, poiché sono inizialmente riservati all'utenza locale. Difficilmente vengono prestati anche i materiali audiovisivi come i corsi di lingue, i CD, i DVD, gli audiolibri, i volumi illustrati di grandi dimensioni come gli atlanti, che possono creare problemi di spedizione, e le pubblicazioni a fogli mobili, dalle quali è facile sottrarre pagine e di cui è difficile individuare l'integrità alla resa.
In generale, la causa della mancata evasione della richiesta può essere dovuta a questioni relative al posseduto oppure al regolamento del servizio.
Nel primo caso, ad esempio, il documento potrebbe non essere disponibile poiché già in prestito, oppure smarrito; i riferimenti bibliografici potrebbero essere errati e quindi non consentirebbero di rintracciare l'articolo di interesse; l'annata di una rivista in cui è compreso l'articolo richiesto potrebbe essere lacunosa o non posseduta; il numero di pagine della copia potrebbe superare il limite consentito dalla legge.
Nel secondo caso, ad esempio, la richiesta potrebbe riguardare una pubblicazione esclusa dal prestito interbibliotecario (come i libri di testo per gli esami universitari o le opere di sola consultazione), o potrebbe essere stata inviata in un periodo di sospensione temporanea del servizio.
Generalmente le informazioni relative al primo caso si trovano sui cataloghi online, mentre quelle relative al secondo caso sono indicate sui siti web delle biblioteche, anche se non sempre si tratta di informazioni direttamente disponibili.

## Linee guida IFLA
"L'uso condiviso delle collezioni individuali delle biblioteche è un elemento necessario della cooperazione bibliotecaria internazionale": "nessuna biblioteca può essere autosufficiente nel soddisfare tutti i bisogni dei suoi utenti". Con questo assunto la International Federation of Library Associations and Institutions (IFLA) introduce i propri suggerimenti per la fornitura dei documenti e la condivisione delle risorse fra biblioteche di Paesi diversi, ciascuno dei quali dovrebbe consentire l'accesso alle proprie collezioni ed una chiara comunicazione al di sopra di ogni barriera linguistica. IFLA auspica una politica nazionale per ogni Paese, mirata alla circolazione delle risorse, in grado di coinvolgere tutte le biblioteche e supportata da adeguate piattaforme su web.
Da un punto di vista operativo è suggerita la massima precisione "in tutte le fasi del processo di richiesta", in base "agli standard riconosciuti"; le richieste inoltre dovrebbero essere verificate in modo da evitare che vengano inviate all'estero per materiale già posseduto in territorio nazionale e soprattutto che siano precise ed accurate. La fornitura dovrebbe essere veloce e mirata; la biblioteca prestante dovrebbe essere riconoscibile e, nel caso, dovrebbe specificare con chiarezza la motivazione di un'eventuale mancata fornitura.
Molto importante è il "riguardo dovuto alle leggi sul copyright dei Paesi fornitori"; sia la biblioteca richiedente che la biblioteca prestante dovrebbero prestare la massima attenzione alle leggi sulla tutela della proprietà intellettuale della biblioteca fornitrice. Inoltre la biblioteche coinvolte nello scambio di documenti sono responsabili del materiale prestato: "metodi sicuri e veloci dovrebbero essere impiegati per la fornitura e la restituzione" e, in caso di danneggiamento, la "biblioteca richiedente è responsabile della restituzione o del risarcimento del costo".
Particolare sollecitudine deve essere utilizzata anche in caso di richieste di proroga del prestito; eventuali richieste di rimborso, infine, dovrebbero impiegare un "meccanismo per l'addebito ed il pagamento più semplice possibile".

## I servizi interbibliotecari in Italia
Dal 1961 in Italia la Commissione Documentazione, informazione automatica e multimediale (DIAM) dell'UNI, "responsabile dell'adozione delle norme internazionali ISO e CEN e dell'elaborazione di norme italiane nei settori che interessano in particolare biblioteche ed archivi", si occupa della "normazione della forma, dell'identificazione e della trasmissione dell'informazione e dei documenti, della loro gestione e di alcuni aspetti attinenti alla loro conservazione". In particolare la Sottocommissione 4 della DIAM ha curato "l'edizione italiana della norma GEDI, Generic Electronic Document Interchange (UNI ISO 17933:2005), che riguarda la definizione di un formato di scambio di documenti elettronici fra sistemi informativi, finalizzato alla circolazione dei documenti, quindi al prestito interbibliotecario e alla trasmissione dei documenti".
"Un caso particolare è quello relativo alla codifica internazionale delle biblioteche ISIL", che ha migliorato "la gestione delle comunicazioni e dei servizi interbibliotecari", favorendo il superamento della difficoltà dovuta alla mancanza di una "identificazione univoca delle biblioteche nelle transazioni ILL", che comporta una situazione frammentaria a livello nazionale. A tale frammentarietà, che si manifesta a tutti i livelli, compresa l'eventuale richiesta di rimborso, tenta di porre rimedio l'introduzione di servizi di prestito interbibliotecario e fornitura documenti a livello nazionale, ossia rispettivamente del servizio ILL SBN, nato inizialmente come progetto in fase sperimentale nel 2001, e NILDE.

## I servizi interbibliotecari nel mondo
Molti sistemi bibliotecari, come quelli di Cordoba e di Oslo, offrono servizi interbibliotecari che si avvalgono dei cataloghi collettivi online.

### Australia e Nuova Zelanda
Libraries Australia è la piattaforma condivisa, gestita dalla Biblioteca nazionale australiana, cui le biblioteche australiane possono aderire tramite sottoscrizione per le procedure ed i servizi bibliotecari ed interbibliotecari.
La stessa funzione è svolta in Nuova Zelanda dal catalogo delle biblioteche neozelandesi. In entrambi i casi si tratta di cataloghi nazionali.

### Belgio
Il prestito fra biblioteche è una pratica molto diffusa presso le biblioteche pubbliche della Comunità francofona, e "risponde all'obiettivo di procurare alle migliori condizioni possibili il documento richiesto da un lettore che si sia rivolto alla propria biblioteca, dalla quale non abbia potuto averlo in prestito" Il prestito interbibliotecario prevede una totale reciprocità e viene concesso per tutto il materiale posseduto, ad eccezione delle opere di consultazione o appartenenti a fondi particolari.
L'iter del servizio è ben definito e strutturato, e segue la gerarchia entro la quale sono organizzate le biblioteche di pubblica lettura in Belgio. La biblioteca richiedente si deve anzitutto rivolgere alla biblioteca principale del proprio comune ed alle altre biblioteche della stessa rete locale. Se il documento non è posseduto da nessuna biblioteca della rete locale, la richiesta viene girata alla biblioteca centrale, quella cioè che gestisce il sistema bibliotecario del territorio di propria competenza (provincia o regione). All'occorrenza la biblioteca centrale inoltrerà la richiesta ad altri sistemi bibliotecari.
La biblioteca richiedente è responsabile dei documenti che riceve in prestito. Nel caso in cui il materiale venga danneggiato o non restituito dall'utente, sarà la biblioteca a farsi carico del rimborso in base al regolamento stabilito dalla biblioteca prestante.
Anche strutture come la Biblioteca reale, l'Accademia reale di scienze, lettere e belle arti e l'Università di Namur erogano servizi interbibliotecari.

### Canada
La Biblioteca nazionale del Canada, la Biblioteca e archivi nazionali del Québec e la maggior parte delle biblioteche universitarie, in particolare quelle delle università membri della Conferenza dei rettori e delle principali università del Québec (CREPUQ), erogano servizi interbibliotecari. Se la Biblioteca nazionale non è in grado di soddisfare le richieste, invia l'elenco delle biblioteche che possiedono il documento. La Biblioteca nazionale offre il servizio alle biblioteche ed alle strutture affini che le forniscano dati bibliografici di base per i documenti richiesti.
Anche i sistemi bibliotecari comunali come quello della città di Québec e le reti di biblioteche scolastiche erogano servizi interbibliotecari.
Le reti BIBLIO del Québec, un tempo definite Centro di servizi per le biblioteche pubbliche (CRSBP), hanno messo a punto da parecchi anni un sistema di servizi interbibliotecari in ogni singola rete, attivo sia fra le reti, sia fra una rete ed una biblioteca d'altra tipologia in tutto il territorio del Québec. Quasi ottocento piccole biblioteche afferenti alle reti BIBLIO sono in tal modo collegate e possono effettuare scambi reciproci su tutto il territorio. Tali servizi si avvalgono di un trasporto tramite le poste che in tutto il Canada offrono tariffe agevolate per il piego di libri.

### Francia
L'originalità del sistema francese consiste nel combinare due reti di servizi interbibliotecari:
- la rete di biblioteche universitarie, che partecipano interamente o parzialmente al catalogo collettivo del Sistema universitario di documentazione (Sudoc);
- la rete di biblioteche pubbliche, che utilizzano il CCFr, ossia il catalogo collettivo nazionale francese dotato di interfaccia web; questa rete è coordinata dalla Biblioteca nazionale di Francia, che dal 2006 eroga servizi interbibliotecari soltanto per riproduzione di documenti che non siano posseduti da altre biblioteche.

Il servizio di fornitura documenti dell'INIST (Institut de l'information scientifique et technique) del Centro nazionale di ricerca scientifica francese (CNRS) completa il quadro.

#### Sudoc
Prevede l'utilizzo del Plugin Supeb che è una componente del software WinIBW distribuito dall'Agenzia bibliografica per l'istruzione superiore (Agence bibliographique de l'enseignement supérieur). Supeb offre un numero notevole di funzionalità, fra le quali la possibilità di inserire una richiesta di prestito interbibliotecario o fornitura documenti nel corso di una ricerca bibliografica direttamente su web; la richiesta può essere inserita dall'utente stesso, cui è possibile in seguito monitorare l'iter delle transazioni. Affinché ciò sia possibile, l'utente deve essere dotato di credenziali fornitegli dalla sua biblioteca di riferimento.
Gli stessi dati bibliografici inseriti nel Sudoc sono visibili anche nel CCFr, ed è prevista la possibilità di scambi fra biblioteche appartenenti a reti diverse.

### Germania
In Germania il servizio è prevalentemente a pagamento. Alcune biblioteche offrono all'utenza il servizio gratuitamente e si accollano le spese, ma la maggior parte delle biblioteche applica tariffe che costituiscono un rimborso forfettario per ogni richiesta.
Generalmente il regolamento del prestito interbibliotecario nelle biblioteche tedesche non prevede il prestito dei romanzi d'evasione, delle guide al bricolage, dei libri di ricette di cucina, delle guide per turisti e simili. Il motivo di base di questa scelta è che il prestito interbibliotecario serve innanzitutto alla formazione ed all'aggiornamento e perciò non deve essere appesantito da richieste per materiale che si può facilmente trovare nelle biblioteche pubbliche locali.
Alcune biblioteche scientifiche tedesche, insieme a quelle austriache, svizzere, del Liechtenstein ma anche di altri Paesi, aderiscono all'associazione subito, un servizio di consegna all'utente copie di articoli di riviste o di capitoli di libri ovvero volumi in prestito; a differenza dei normali servizi interbibliotecari l'evasione della richiesta è velocissima, entro al massimo tre giorni dalla sua emissione. Inoltre la consegna viene effettuata direttamente all'utente finale. La richiesta viene inoltrata via web, la consegna delle copie avviene sia per via elettronica tramite email o FTP, sia tramite fax o servizio postale. I costi variano a seconda della distanza e dell'urgenza.
All'entrata in vigore nel gennaio del 2008 delle norme tedesche sul diritto d'autore, subito si limitò per principio alla consegna di articoli di riviste unicamente tramite supporto cartaceo. Al termine del contratto di licenza con l'editore era possibile riprendere la consegna in formato elettronico con un notevole peggioramento delle condizioni. Tale situazione comportò critiche anche aspre da parte dell'utenza, critiche che subito respinse pubblicamente. In seguito venne modificato il regolamento; da allora è consentito inviare copie digitali soltanto scannerizzando la versione cartacea dei documenti anche qualora ne esista il formato elettronico. In generale le consegne in formato elettronico sono più costose di quelle su supporto cartaceo, e per di più soggette a limitazioni dovute all'utilizzo di DRM.

### Regno Unito
Anche se molte biblioteche britanniche erogano i servizi interbibliotecari, il servizio più conosciuto ed utilizzato normalmente da tante biblioteche europee è il British Library Document Supply Center (BLDSC), offerto dalla British Library.

### Stati Uniti d'America
Nel 1886 U. L. Rowell, bibliotecario presso l'Università della California - Berkeley, richiese il permesso di iniziare il prestito interbibliotecario; la sua richiesta fu accolta negli anni 1894-1898. Nel 1894 Rowell iniziò il primo programma di prestito interbibliotecario presso la UC Berkeley attraverso scambi con la biblioteca pubblica della California.
In seguito Rowell estese l'invito ad un gruppo di biblioteche; gli studiosi iniziarono presto ad apprezzare il servizio, come dimostra ad esempio il ringraziamento al bibliotecario della Lehigh University nella prefazione di una ricerca pubblicata in volume nel 1938, contenente un esplicito riferimento al reperimento di libri e di opuscoli tramite inter-library loan. Con il tempo i bibliotecari svilupparono una modulistica standardizzata (come ad esempio quella predisposta da ALA) da inviare per posta alla biblioteca prestanti individuata. Tale procedura è tuttora in uso presso le biblioteche che non hanno aderito a consorzi interbibliotecari dotati di sistemi informatizzati.
Molte biblioteche hanno infatti costituito associazioni volontarie, spesso su base regionale, per la creazione di cataloghi collettivi in cui sono riversate le notizie bibliografiche di tutto il materiale posseduto dalle biblioteche associate. Non appena una biblioteca aggiunge un titolo nel proprio catalogo, una copia del record viene inserita nel catalogo collettivo. Ciò consente ai bibliotecari di determinare in breve tempo quale altra biblioteca possiede un determinato documento. Il software semplifica le richieste e le procedure per gli scambi di documenti.
Dalla metà degli anni ottanta del XX secolo la ricerca di materiale bibliografico è stata semplificata dalla diffusione di Internet tramite cui è possibile consultare i cataloghi online locali, nazionali ed internazionali come WorldCat.
L'Università statale ed altre strutture in Ohio iniziarono ad integrare i sistemi bibliotecari di campus molto presto. Negli anni sessanta del XX secolo lo stato sovvenzionò con fondi pubblici lo sviluppo dell'Online Computer Library Center, che all'epoca era definito Ohio College Library Center. Da allora OCLC crebbe fino a diventare un'organizzazione internazionale con un database di oltre 30 milioni di registrazioni che rappresentano i materiali bibliografici di più di diecimila biblioteche.
Negli Stati Uniti d'America OCLC è utilizzato sia dalle biblioteche di pubblica lettura che da quelle universitarie. In passato veniva utilizzata in prevalenza dalle biblioteche accademiche un'altra rete, RLIN (Research Libraries Information Network), che nell'ottobre del 2007 venne unificata ad OCLC. Le richieste di servizi interbibliotecari vengono normalmente inoltrate online tramite WorldCat; le biblioteche prive di accesso possono inviare le richieste per posta elettronica o normale, via fax o telefonicamente. Queste ultime sono definite "richieste manuali", per le quali negli Stati Uniti è previsto un modulo standard appositamente predisposto dall'American Library Association.
Alcune biblioteche hanno adottato un regime di reciproca collaborazione gratuita per gli scambi interbibliotecari, in cui talvolta sono inclusi i servizi di consegna; esempi di tali collaborazioni negli Stati Uniti sono Amigos, IllinoisDelivers.net (ILDS), Greater western Library Alliance (prima conosciuto come Big 12 Plus Library Consortium).
Link+ è un progetto di prestito interbibliotecario in California e Nevada, mentre OhioLINK (Ohio Library and Information Network) è il sistema utilizzato in Ohio, in cui cataloghi e basi di dati delle biblioteche pubbliche sono collegati in rete.

### Svizzera
Nella Svizzera romanda, ossia la Svizzera francofona, esiste il RERO - « Réseau romand » o Réseau des bibliothèques de Suisse occidentale, ovvero la rete di biblioteche della Svizzera occidentale, che da oltre venticinque anni raggruppa la maggior parte delle biblioteche cantonali, universitarie, pubbliche e di ogni altra tipologia della Svizzera romanda. All'interno di questa rete è possibile richiedere online testi, articoli ed altro materiale fra i circa tre milioni di documenti inseriti nel catalogo collettivo.

### Alcuni periodici specializzati
- (EN) Collaborative Librarianship, Denver, Regis University, 2009-, ISSN 1943-7528 (WC · ACNP), OCLC 252860335.
- (EN) Interlending & document supply, Bradford;Bingley, MCB University Press;Emerald Group Publishing Limited, 1983-, ISSN 1758-5848 (WC · ACNP), OCLC 45265339.
- (EN) Journal of Access Services, Binghamton, Haworth Press, 2002-, ISSN 1536-7975 (WC · ACNP), OCLC 47801761.
- (EN) Journal of interlibrary loan, document delivery & electronic reserve, Binghamton, Haworth Press, 1993-, ISSN 1072-303X (WC · ACNP), OCLC 66409771.
- (EN) Journal of library administration, vol. 23, n. 1/2, Binghamton, N.Y.;Philadelphia, PA, Haworth Press;Routledge, 1996, ISSN 0193-0826 (WC · ACNP), OCLC 5139880.

| Controllo di autorità | Thesaurus BNCF 53345 · LCCN (EN) sh85067196 · BNF (FR) cb11941423p (data) · J9U (EN, HE) 987007555619405171 · NDL (EN, JA) 00573396 |